# Rhipidure brun-roux
Rhipidura fuscorufa
Espèce
Statut de conservation UICN

 NT  : Quasi menacé
Le Rhipidure brun-roux (Rhipidura fuscorufa) est une espèce de passereaux de la famille des Rhipiduridae.

## Distribution
Il est endémique aux îles de la mer de Banda en Indonésie.